# Los Chikos del Maíz

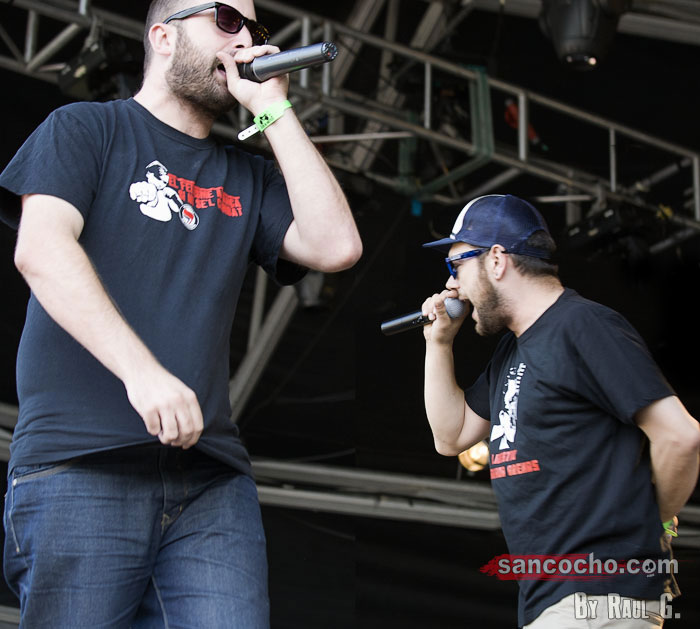
Rap-Musiker Los Chikos del Maíz

Los Chikos del Maíz (abgekürzt LCDM) ist eine spanische politische Rap-Gruppe, die aus den MCs Nega (Künstlername von Ricardo Romero Laullón, * 3. Dezember 1978, in Valencia) und Toni el Sucio (Künstlername von Antonio Mejías Martínez, * 19. September 1984, in Valencia) zusammen mit DJ Plan B besteht. Der Name der Gruppe (Kinder des Maises) ist der Kurzgeschichte Children of the Corn von Stephen King entlehnt, nach der auch die 1984 begonnene gleichnamige Horrorfilmserie gedreht wurde.

## Anfänge

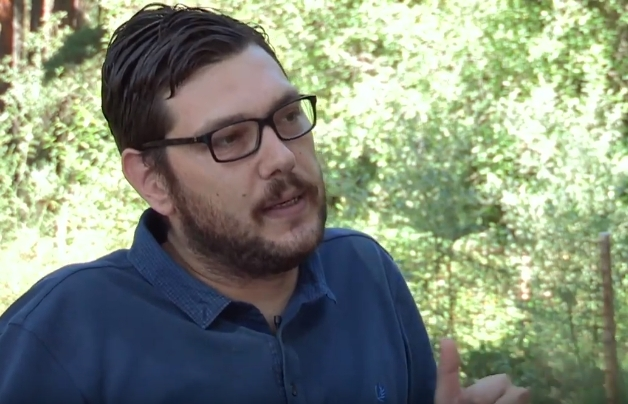
El Nega

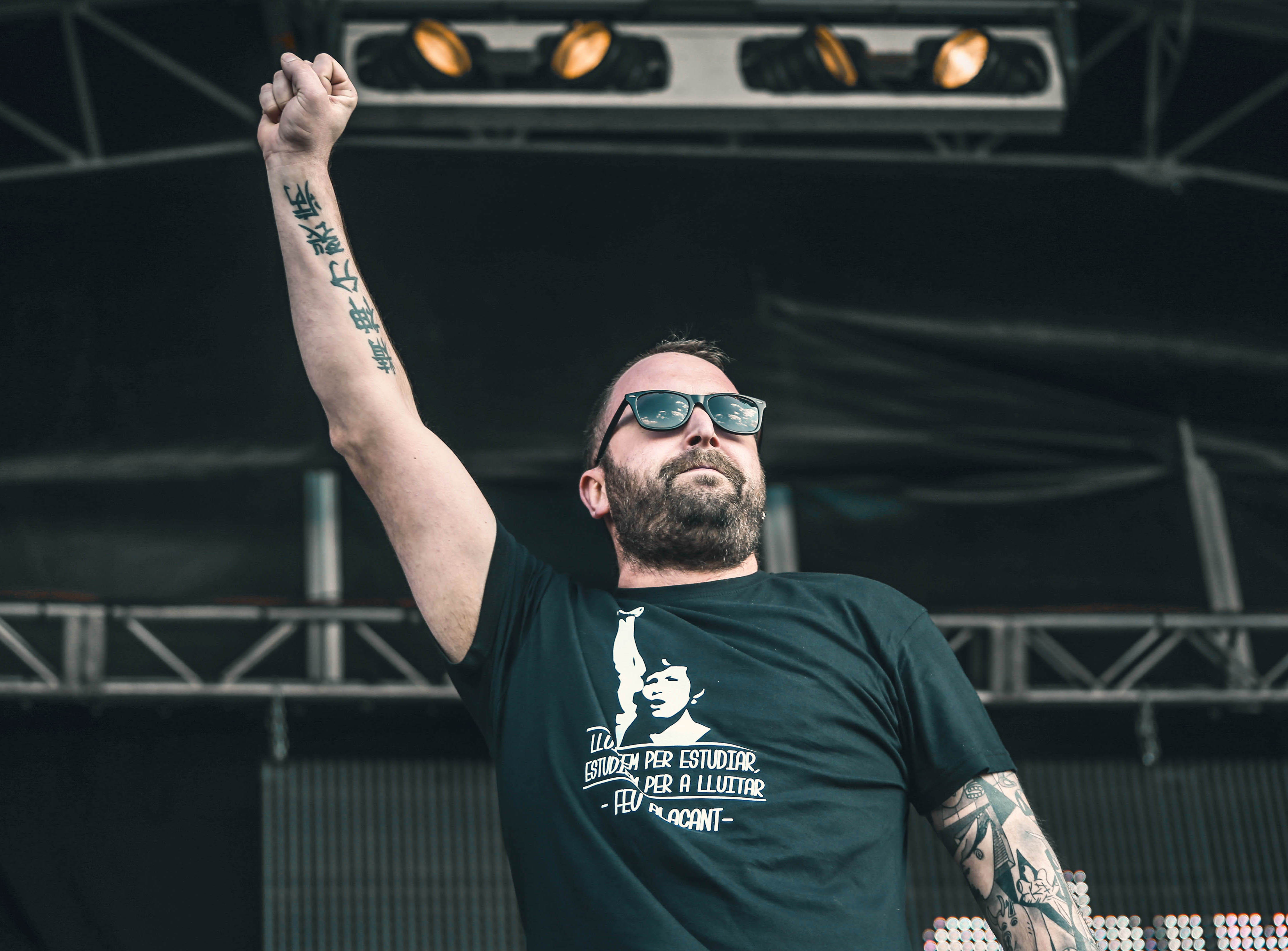
Toni El Sucio

Die Gruppe entstand 2005 aus der Zusammenarbeit von El Toni, der damals zur Gruppe La Nota Más Alta gehörte, und El Nega, der damals Teil der Gruppe 13 Pasos war. Sie begannen, sich gegenseitig Texte per Messenger zu schicken und stellten fest, dass sie musikalisch und politisch eine ähnliche Denkweise hatten. Im selben Jahr erschien das Demo Miedo y asco en Valencia in Valencia (dessen Titel sich auf den Film Miedo y asco en Las Vegas bezieht), mit dem sie bekannt wurden und mehrere Konzerte in der Provinz Valencia veranstalteten. Zwei Jahre später spielte LCDM das Demo A D10s le Pido ein, das dem Fußballspieler Diego Maradona gewidmet ist. Dadurch wuchs ihre Popularität und sie begannen, Konzerte in verschiedenen Teilen Spaniens zu geben.

## Politische Texte und Standpunkte
Die Texte der Gruppe befassen sich mit Themen wie Monarchie, Sozialkritik, Arbeitssituation oder Hip-Hop-Szene in Spanien. Die Gruppe zeichnet sich durch harte Texte aus, in denen Sarkasmus mit literarischen, filmischen, politischen und populären Kulturreferenzen verflochten ist. Ihre Mitglieder haben sich in ihren Liedern, Konzerten und verschiedenen Interviews für marxistisch und antifaschistisch erklärt. Ihre Anhänger finden sich unter jungen Linken und anderen jungen Menschen, die ihre Musik, ihren Sarkasmus und ihre Verwendung von schwarzem Humor schätzen.
Beide Mitglieder verteidigen die Meinungsfreiheit und haben offen gegen die Kirche, die Monarchie und den Kapitalismus gerichtete Meinungen geäußert.
Sie bleiben eher dem Trend treu, Rap als Protestsong zu verwenden, als dem Trend, der Hip-Hop-Bewegung für die lyrische, musikalische und kreative Entwicklung nutzt.

## Karriere
2008 veröffentlichte Nega allein das Demo Geometría y Angustia, das zu einem großen Download-Erfolg im Internet wurde. Ein Jahr später, 2009, begann die Zusammenarbeit mit dem Plattenlabel Boa Música und die Vorbereitung des lang erwarteten Albums Pasión de Talibanes. Am 7. Februar 2011 veröffentlichten Los Chikos del Maiz eine Vorschau auf das Album mit dem Titel Confesiones. Einen Monat später veröffentlichten sie ihren ersten Videoclip El de en medio de los Run DMC, der mit dem 80. Jahrestag der Zweiten Spanischen Republik zusammenfiel. Das Album erschien schließlich am 31. Mai desselben Jahres bei Boa Música und erreichte Platz 8 auf der Promusicae-Liste der meistverkauften Alben in Spanien.
Im November besuchte die Gruppe Venezuela und nahm an einem Stadtfest in Aragua teil. In einem Interview mit dem Magazin Hip Hop Nation versicherten LCDM, dass sie auf dieser Reise viel gelernt hätten und sehr überrascht wären von dem revolutionären Prozess, der damals in der Bolivarianischen Republik Venezuela stattfand.
Im Jahr August 2012 besuchten Los Chikos del Maíz Kolumbien, um in der Stadt Cartagena de Indias zu spielen.
Am 4. September veröffentlichten sie eine Neuauflage des Albums Pasión de Talibanes, begleitet von einer Dokumentar-DVD mit Interviews und Konzerten sowie drei unveröffentlichten Songs: Cultura y compromiso, El secreto del acero und T.E.R.R.O.R.I.S.M.O.
Von Ende 2012–2018 gab es mit der spanischen Hardcore-Punkband Habeas Corpus eine enge musikalische Zusammenarbeit. Erstes musikalisches Ergebnis ihrer Arbeit war ein Demo mit dem Titel United Artists of Revolution unter dem Spitznamen Riot Propaganda, das im Dezember 2012 im Corleone Estudio aufgenommen wurde. Der Stil kann als Rapcore bezeichnet werden. Das zweite Album von Riot Propaganda Agenda Oculta, 2017 bei BOA Música eingespielt, erreichte in den Charts sogar den 7. Rang.

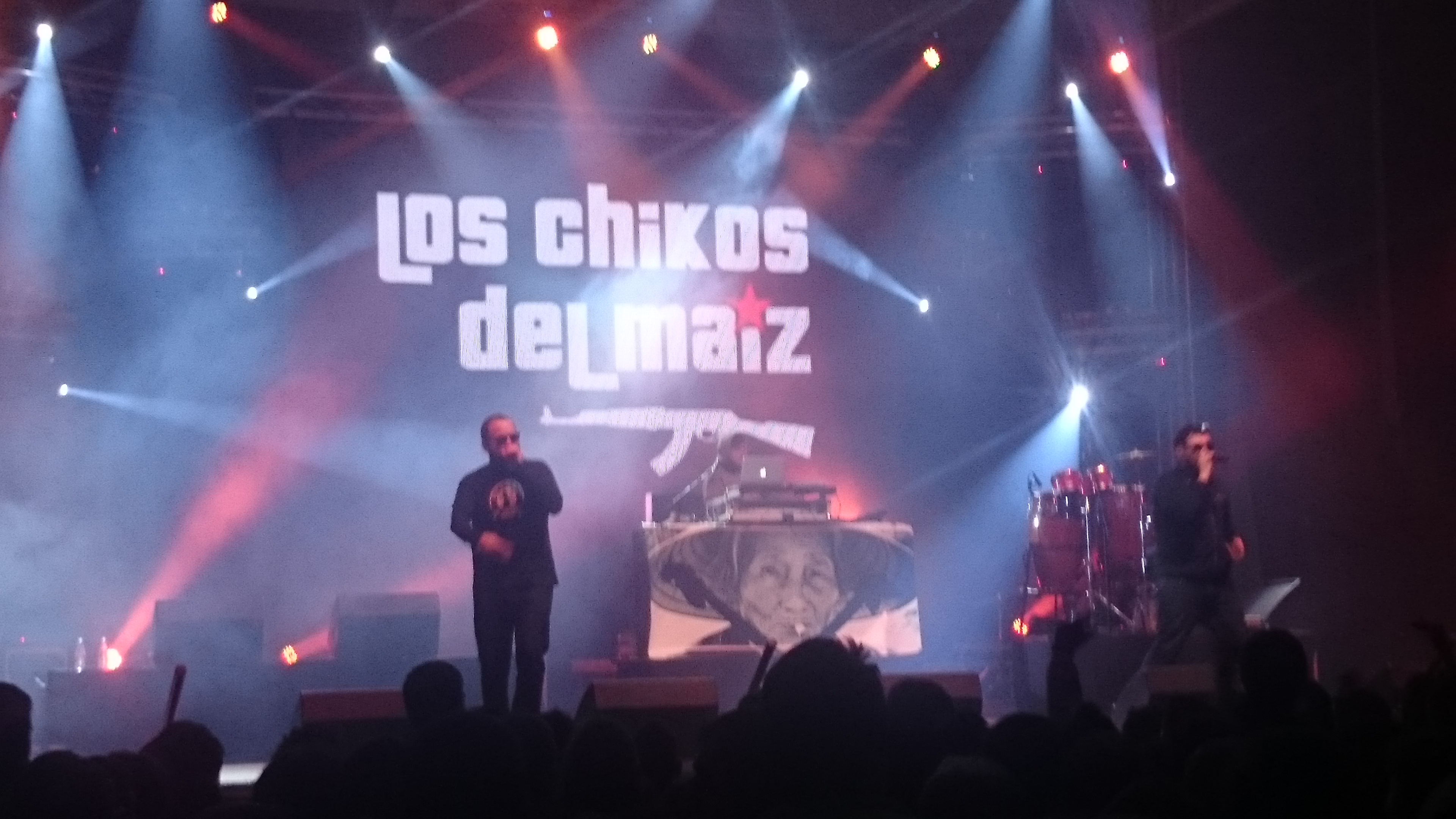
Los Chikos del Maíz, 2014

2014 erschien ihr zweites, eigenes Studioalbum La Estanquera de Saigón zusammen mit einem Buch mit Texten von Politikern wie Alberto Garzón von Izquierda Unida (IU), Pablo Iglesias Turrión, Podemos, Tania Sánchez Melero, damals Podemos, neben anderen Persönlichkeiten der spanischen Linken.
2016 kündigten sie anlässlich ihres neuen Albums und der anschließenden Tour mit Riot Propaganda eine vorübergehende Pause an. Ihr vorläufig letztes Konzert war am 31. Dezember 2016.
Nach einer Pause von mehr als zwei Jahren kehrten sie am 12. April 2019 mit ihrer neuen Single Barrionalistas zurück. Am 4. Oktober 2019 veröffentlichten sie ihr Album Comanchería und planten eine Tour zwischen Ende 2019 und ganz 2020 durch Spanien und Lateinamerika mit kleineren Konzertsälen, wo eine größere Nähe zum Publikum herrscht. Danach gingen sie wieder ins Studio und arbeiteten am Album Yes Future, das am 2. Dezember 2022 zusammen mit einem Buch herauskam. Das Buch ist eine Sammlung von Texten und kleinen Essays rund um die Idee und das Konzept der Zukunft, in denen verschiedene Autoren Themen wie Wirtschaft, Antifaschismus, Bildung, LGTBI-Politik, Kultur oder Klimawandel analysieren.

## Kunstfreiheit in einer pluralistischen Gesellschaft
Am 7. April 2010 planten Los Chikos del Maíz, ein Konzert auf einem Festival zu geben, das von Izquierda Unida (IU) in Sevilla anlässlich des Jahrestages der Zweiten Republik organisiert wurde. Aber die Volkspartei (PP) der Stadt und die rechtsgerichtete Asociación de Victimas del Terrorismo (AVT) kritisierte die Gruppe wegen Terrorismusverherrlichung und forderte den Stadtrat von Sevilla auf, das Konzert zu verbieten. 

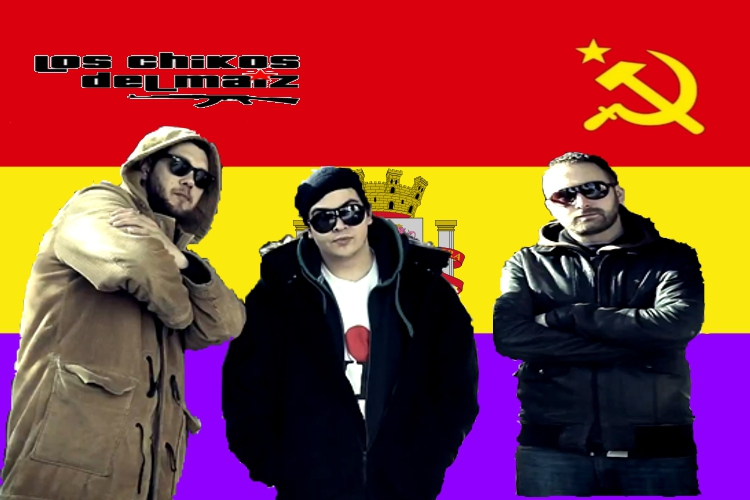
Los Chikos del Maíz

Die PP und die AVT begründeten ihre Beschwerde mit den Texten der Lieder Trabajador@s, A D10s le pido und Spain is different, darunter „terroristische“ Sätze wie die folgenden: «¿Te emocionó el vuelo de Pedro Duque? A mí el de Carrero Blanco» («Hat Sie Pedro Duques Flug bewegt? Mich der von Carrero Blanco» (in Spain is different)), «Me duele el 11 de septiembre no por las Torres Gemelas sino por el derrocamiento de Allende» (in A D10s le pido) («der 11. September tut mir nicht wegen der Twin Towers weh, sondern wegen des Sturzes von Salvador Allende» (in A D10s le pido)), «Ortega Lara no era ningún pacifista, cambió de carcelero, a contorsionista» (in Spain is different) («Ortega Lara war kein Pazifist, er wechselte vom Gefängniswärter zum Schlangenmenschen» (in Spain is different)) und «El golpe de Tejero fue un montaje del rey» (in Trabajador@s)(«Tejeros Staatsstreich war eine Montage des Königs» (in Trabajador@s)).
Los Chikos del Maíz veröffentlichten eine Erklärung, in der sie ausführten, dass sie die bewaffnete Aktionen der ETA jederzeit verurteilt hätten, und dass es sich um schwarzen Humor handele. Das Konzert verlief ohne Zwischenfälle und nach Angaben des Rathauses von Sevilla mit fast 4.000 Besuchern. Danach forderten die sevillanische PP und verschiedene konservative Medien, angeführt von der ehemaligen Bürgermeisterin und Europaabgeordneten Soledad Becerril, den Rücktritt des Bürgermeisters Alfredo Sánchez Monteseirín, weil er dies zugelassen hatte. Richter Fernando Andreu von der Audiencia Nacionál entschied sich dafür, die Beschwerde zu archivieren.
Nach eigenen Angaben erhielten Los Chikos del Maíz Morddrohungen von neonazistischen und/oder faschistischen Gruppen.
Ein weiterer Fall von angedrohtem Auftrittsverbot ereignete sich in Salamanca.
Am 10. Januar 2020 hatten Los Chikos del Maíz dort ein Konzert geplant. Dieses Konzert war Teil eines städtischen Programms. Am 2. Januar beschloss der Stadtrat jedoch, das Konzert abzusagen, da in den Liedtexten der Gruppe zur Gewalt aufgerufen würde. Die Gruppe reagierte, indem sie ein Konzert in der Stadt am selben Tag und zur selben Uhrzeit in einem privaten Konzertsaal gaben. Sie spendeten die Entschädigung von 500 Euro der Asociación para la Recuperación de la Memoria Histórica (Verein zur Wiedererlangung des historischen Gedächtnisses) und erklärten, dass der Stadtrat einen klaren Akt der Zensur begangen habe.

## Diskografie

### Demos, LPs und EPs im Free Download
- 2005: Miedo y asco en Valencia (Demo, Free Download)
- 2007: A D10s le Pido (Demo, Free Download)
- 2016: Trap Mirror (EP, Free Download)

### Chartplatzierungen der Studioalben und EP
| Jahr | Titel                              | Höchstplatzierung, Gesamtwochen, AuszeichnungChartplatzierungen (Jahr, Titel, Platzierungen, Wochen, Auszeichnungen, Anmerkungen) | Höchstplatzierung, Gesamtwochen, AuszeichnungChartplatzierungen (Jahr, Titel, Platzierungen, Wochen, Auszeichnungen, Anmerkungen) | Höchstplatzierung, Gesamtwochen, AuszeichnungChartplatzierungen (Jahr, Titel, Platzierungen, Wochen, Auszeichnungen, Anmerkungen) | Höchstplatzierung, Gesamtwochen, AuszeichnungChartplatzierungen (Jahr, Titel, Platzierungen, Wochen, Auszeichnungen, Anmerkungen) | Anmerkungen                             |
| Jahr | Titel                              | DE | AT | CH | ES | Anmerkungen                             |
| ---- | ---------------------------------- | --- | --- | --- | --- | --------------------------------------- |
| 2011 | Pásion de Talibanes BOA Música     | — | — | — | ES8 (10 Wo.)ES | Erstveröffentlichung: 31. Mai 2011      |
| 2014 | La Estanquera de Saigón BOA Música | — | — | — | ES14 (11 Wo.)ES | Erstveröffentlichung: 24. November 2014 |
| 2019 | Comancheria BOA Música             | — | — | — | ES3 (13 Wo.)ES | Erstveröffentlichung: 4. Oktober 2019   |
| 2021 | David Simon [EP] BOA Música        | — | — | — | ES41 (1 Wo.)ES | Erstveröffentlichung: 26. März 2021     |
| 2022 | Yes Future BOA Música              | — | — | — | ES57 (4 Wo.)ES | Erstveröffentlichung: 2. Dezember 2022  |

### Offizielle Musikvideos
| Jahr | Album/Titel                                            | Regisseur(e)                    |
| ---- | ------------------------------------------------------ | ------------------------------- |
| 2011 | PASIÓN DE TALIBANES                                    |                                 |
| 2011 | El de en medio de los Run DMC                          | Nikone Cons                     |
| 2011 | Fear of Mazorka Planet                                 | Ivan Ruiz                       |
| 2011 | Cultura y compromiso (nur DVD, 2012)                   | Pablo Iglesias, Carlos Guijarra |
| 2011 | T.E.R.R.O.R.I.S.M.O. mit Habeas Corpus (nur DVD, 2012) |                                 |
| 2014 | LA ESTANQUERA DE SAIGÓN                                |                                 |
| 2014 | Tu al GULAG y yo a California                          |                                 |
| 2014 | La Estanquera de Saigón (mit Habeas Corpus)            |                                 |
| 2016 | Los pollos hermanos                                    |                                 |
| 2019 | Valerie Solanas (Stop Making Stupid People Famous)     | Pau Berga                       |
| 2019 | COMANCHERIA                                            |                                 |
| 2019 | Forjado a fuego                                        | Alberto Mollá                   |
| 2019 | El Extraño Viaje (Ft. Ana Tijoux)                      |                                 |
| 2019 | Barrionalistas                                         | Richie le Nuit                  |
| 2022 | YES FUTURE                                             |                                 |
| 2022 | Ecos de un Futuro pasado                               | Gabriel García                  |
| 2022 | Nómadas                                                |                                 |
| 2022 | La Vida sense tu                                       |                                 |